# Последово
Последово — село в Пронском районе Рязанской области России, входит в состав Тырновского сельского поселения.

## География
Село расположено в 10 км на юго-запад от центра поселения села Тырново и в 25 км на северо-запад от райцентра рабочего посёлка Пронск. 

## История
Последово в качестве села упоминается в писцовых книгах письма и меры Ивана Львова и подьячевого Ивана Русинова 1628 и 1629 годов, где оно значится за вдовой Марфой Артемьевской женой Щетинина. В селе была деревянная церковь во имя Рождества Пресвятой Богородицы. По окладным книгам 1676 года в селе при Богородицерождественской церкви показано церковной пашни пятнадцать четвертей. В 1701 году в селе оказалось только 11 дворов помещиков и 30 дворов крестьянских. Упоминаемая в XVII веке деревянная Богородицерождественская церковь в селе Последове в 1770 году была перестроена заново и освящена соборным протопопом Аврамием. 
В XIX — начале XX века село входило в состав Воскресенской волости Пронского уезда Рязанской губернии. В 1906 году в селе было 103 двора. 
С 1929 года село являлось центром Последовского сельсовета Пронского района Рязанского округа Московской области, с 1937 года — в составе Рязанской области, с 2005 года — в составе Тырновского сельского поселения.

## Население
| 1859 | 1897 | 1906 | 2010 |
| ---- | ---- | ---- | ---- |
| 530  | ↗621 | ↗796 | ↘15  |